# 横山隆盛

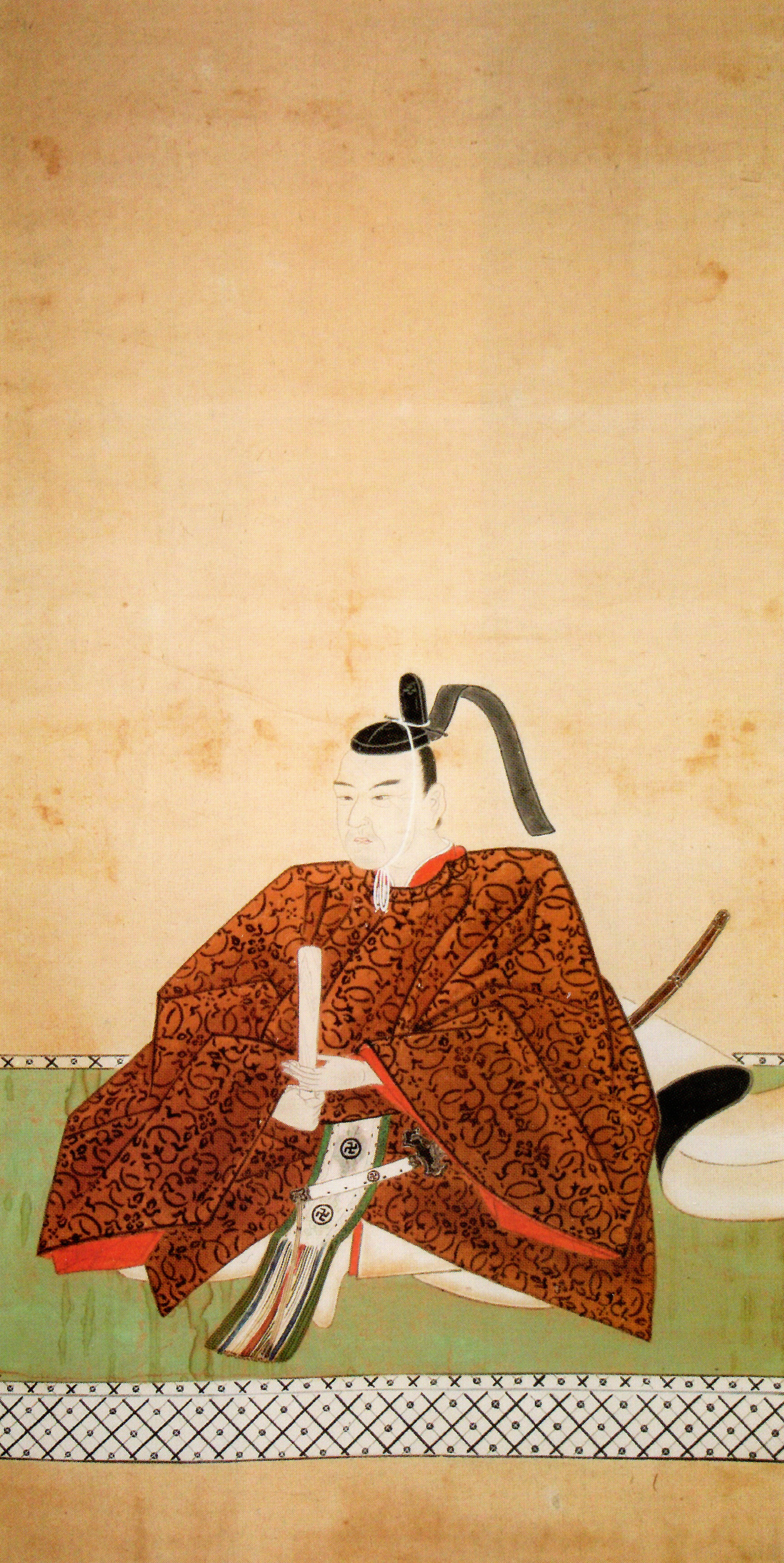
横山隆盛肖像(松山寺所蔵)

横山 隆盛 （よこやま たかもり、天明3年8月19日（1783年9月15日） - 文化13年閏8月27日（1816年10月18日））は、加賀藩年寄。加賀八家横山家第10代当主。
父は加賀藩年寄横山隆従。正室は奥村尚寛の娘。子は横山隆章、奥村惇叙室。通称は三郎、山城、堅物。官位は従五位下・山城守。

## 生涯
天明3年（1783年）8月19日、加賀藩年寄横山隆従の次男として生まれる。寛政4年（1792年）、隆従の死去により家督と3万石の知行を相続する。文化10年（1815年）12月、従五位下・山城守に叙任する。文化13年（1816年）閏8月27日没。享年34。墓所は石川県金沢市野田山墓地。家督は嫡男の隆章が相続した。